# Forças Armadas da Bielorrússia

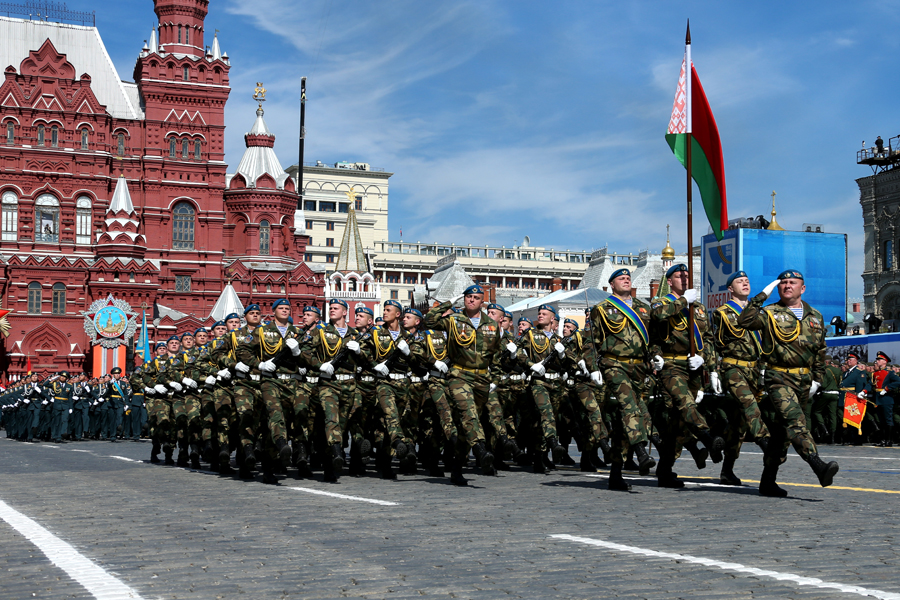
Soldados do exército bielorrusso.

As Forças Armadas da Bielorrússia consiste do Exército e da Aeronáutica, todos sob o comando do Ministério da Defesa da República da Bielorrússia. O tenente-general Viktor Khrenin é atualmente o Ministro da Defesa. Sendo um país sem litoral, a Bielorrússia não possui marinha.
Atualmente conta com 62 000 militares em suas fileiras. A maioria dos soldados bielorrussos são conscritos que servem por um período de 18 meses, embora haja uma opção alternativa de serviço.
A Bielorrússia realizou reformas militares no início dos anos 2000, que reformularam suas forças armadas como uma força relativamente eficaz para um pequeno estado em condições econômicas um tanto difíceis. Seus equipamentos são quase que exclusivamente adquiridos da Rússia ou herdados da era soviética.